# Зайтц, Людвиг
Людвиг Зайтц (нем. Ludwig Seitz, итал. Ludovico Seitz; 1844—1908) — итальянский исторический живописец немецкого происхождения.

## Биография
Сын Александра Максимилиана Зайтца, сначала ученик Корнелиуса и Овербека, а потом своего отца; трактуя почти исключительно религиозные сюжеты, показал замечательную способность подражать различным школам старинных мастеров и разным стилям. В 1870 и последующих годах им был написан ряд фресок в Диаковарском соборе в Венгрии. Важными работами Зайтца стали реставрация и украшение фресками церквей Санта-Мария-дель-Анима и Арачели в Риме, большой алтарный образ в Фребурнском соборе и реставрация живописи в капелле замка князя Фюрстенберга на Боденском озере.